# Južna polobla
Júžna pólóbla (ali júžna hemisfêra) je del planeta, ki leži južno od njegovega ekvatorja. Na južni polobli Zemlje živi le 10 do 12 % svetovnega človeškega prebivalstva, zaradi česar je tudi onesnaženost tega dela planeta manjša.
Na južni polobli je pas ob vzporedniku, malo nad južnim tečajnikom, ki obdaja Antartiko, z zemljepisno širino od −60° do −50°, kjer ni kopnega. Takšnega območja na severni polobli ni, razen zelo ozkega pasu na Arktiki ob severnem tečaju, ki je pod ledom.